# François de Garidel-Thoron
 (octobre 2024).
La mise en forme du texte ne suit pas les recommandations de Wikipédia : il faut le « wikifier ».
Les points d'amélioration suivants sont les cas les plus fréquents :
- Les titres sont pré-formatés par le logiciel. Ils ne sont ni en capitales, ni en gras.
- Le texte ne doit pas être écrit en capitales (les noms de famille non plus), ni en gras, ni en italique, ni en « petit »…
- Le gras n'est utilisé que pour surligner le titre de l'article dans l'introduction, une seule fois.
- L'italique est rarement utilisé : mots en langue étrangère, titres d'œuvres, noms de bateaux, etc.
- Les citations ne sont pas en italique mais en corps de texte normal. Elles sont entourées par des guillemets français : « et ».
- Les listes à puces sont à éviter, des paragraphes rédigés étant largement préférés. Les tableaux sont à réserver à la présentation de données structurées (résultats, etc.).
- Les appels de note de bas de page (petits chiffres en exposant, introduits par l'outil «  Source ») sont à placer entre la fin de phrase et le point final[comme ça].
- Les liens internes (vers d'autres articles de Wikipédia) sont à choisir avec parcimonie. Créez des liens vers des articles approfondissant le sujet. Les termes génériques sans rapport avec le sujet sont à éviter, ainsi que les répétitions de liens vers un même terme.
- Les liens externes sont à placer uniquement dans une section « Liens externes », à la fin de l'article. Ces liens sont à choisir avec parcimonie suivant les règles définies. Si un lien sert de source à l'article, son insertion dans le texte est à faire par les notes de bas de page.
- La présentation des références doit suivre les conventions bibliographiques. Il est recommandé d'utiliser les modèles {{Ouvrage}}, {{Chapitre}}, {{Article}}, {{Lien web}} et/ou {{Bibliographie}}. Le mode d'édition visuel peut mettre en forme automatiquement les références.
- Insérer une infobox (cadre d'informations à droite) n'est pas obligatoire pour parachever la mise en page.

Pour une aide détaillée, merci de consulter Aide:Wikification.
Si vous pensez que ces points ont été résolus, vous pouvez retirer ce bandeau et améliorer la mise en forme d'un autre article.
François de Garidel-Thoron, né le 18 décembre 1882 à Agonges (Allier) et mort le 13 décembre 1962 à Aix-en-Provence (Bouches-du-Rhône), est un syndicaliste agricole français. Acteur majeur du syndicalisme agricole français au niveau départemental (Bouches-du-Rhône), régional (Provence) et national pendant plus d’un demi-siècle (1911-1962), il est officier de la Légion d’honneur, commandeur du Mérite agricole et Croix de Guerre 1914-18.

## Biographie
Fils du marquis Joachim de Garidel-Thoron, président de la Société d’agriculture de l'Allier pendant 64 ans et censeur de la Banque de France pendant 59 ans, le comte François de Garidel-Thoron,, est né à Agonges dans l’Allier le 18 décembre 1882.
Après des études à l’École spéciale militaire de Saint-Cyr, François de Garidel-Thoron s’oriente vers la cavalerie. Il devient capitaine de réserve dans la cavalerie a partir de mars 1913 où il est muté du 3e régiment de dragons au 14e régiment de dragons et participe à la première guerre mondiale dans cette unité. Il en obtiendra la Croix de Guerre de 1914-1918. En 1922, il est capitaine de complément au 14e régiment de dragons. En 1936, François est dans la réserve de cavalerie en qualité de chef d’escadrons au centre de mobilisation de cavalerie numéro 15.
Francois de Garidel-Thoron épouse le 4 novembre 1909 à Paris, en l’église Saint-Pierre de Chaillot, Thérèse du Lau d’Allemans (1884-1978), fille de Gaston (1840-1890), comte du Lau d’Allemans, et de Constance de Suzannet. La bénédiction des époux est donnée par Marie-Augustin-Olivier de Durfort de Civrac de Lorge (1863-1935), cousin de la mariée.

## Contributions au Monde Agricole
Propriétaire exploitant agricole implanté à Coudoux (Bouches-du-Rhône), François de Garidel-Thoron se dévoue à la cause agricole en devenant grand défenseur de l'oléiculture pendant plus de 50 ans tant au niveau départemental que régional et national. S’il commença son combat en mars 1911 en créant les premiers syndicats d’oléiculteurs des Bouches-du-Rhône, il n’en participa pas moins, tout au cours de son existence, à la création et à la gestion de presque toutes les formes d’organisations agricoles, céréales, approvisionnement, crédit, mutualité, chambre d’agriculture et enseignement.

### Sphère départementale
A l'échelle départementale, François de Garidel-Thoron préside le syndicat d’oléiculteurs des Bouches-du-Rhône avec «beaucoup de zèle et d'autorité», syndicat qui fut reconnu comme très actif et rendant d’importants services aux producteurs de la région. Sous sa direction, le syndicat protesta a partir de 1913 contre la vente, sous le nom d’huile d’olives, de mélanges d’huiles naturelles et d’huiles désodorisées dans le but d'établir l’origine véritable des produits distribués sans confusion possible. La désodorisation était le dernier progrès réalisé par l’industrie de l’huilerie et menaçait d’une nouvelle concurrence les huiles fines de Provence. Au nom des oléiculteurs, François de Garidel s’exprimait donc contre le nom de raffinage qu’un « commerce habile » tendait à substituer au nom de désodorisation. « L’ensemble des procédés employés actuellement pour la désodorisation des huiles d’olive, écrivait-il dans le Petit Marseillais de 1913, ne constitue donc pas un raffinage, l’huile d’olive perdant une partie de ses bonnes qualités après les avoir subis. On ne peut donc en aucune façon les comparer au traitement du sucre: celui-ci n’enlève à la cassonade que ses impuretés: plus un sucre est raffiné, meilleur il est ».
En 1922, François de Garidel-Thoron est l’auteur d’un rapport présenté au congrès des syndicats agricoles à l'Exposition coloniale sur l'Oléiculture provençale.
Au total, François de Garidel-Thoron occupa de nombreux mandats à l'échelle départementale au service de l’agriculture et des producteurs d’huiles et de céréales provençaux, dont:
- Président du syndicat des oléiculteurs des Bouches-du-Rhône (depuis 1911)[15]
- Président de l'union des syndicats agricoles des Alpes et de Provence[16]
- Président de l'union coopérative des producteurs de céréales des Alpes et de Provence ayant pour but de faciliter toutes les opérations concernant la conservation et la vente en commun des céréales provenant des exploitations des associés[17]
- Président du syndicat et associations de l’union des Alpes et de Provence[18]
- Élu par 626 voix en tant que délégué des associations agricoles rattachées à la Chambre d’Agriculture des Bouches du Rhône (1933)[19]
- Membre de l’Office agricole départemental des Bouches-du-Rhône (1935)[20]
- Secrétaire de la caisse primaire des assurances départementales des assurances sociales (1935)[21]
- Membre de la commission d’agriculture générale et des questions sociales de la Chambre d’Agriculture des Bouches du Rhône (1935)[22]
- Secrétaire adjoint de la Chambre d’Agriculture des Bouches du Rhône (1936)[23],[24]
- Représentant de la coopérative agricole des Bouches-du-Rhône au sein du Comité central d'agrément des coopératives agricoles (1956)[25]
- Président de l’ecole d’agriculture de la Félicité à Aix-en-Provence[1],[3]

### Sphère régionale
Au niveau régional, il exerce les responsabilités suivantes:
- Président de la Fédération des oléiculteurs des Bouches du Rhône[26]
- Président de la caisse régionale accidents des Alpes et de Provence (1927)[27]
- Président de la Fédération des Coopératives oléicoles du Midi de la France (1946)[12]

### Sphère nationale
Au niveau national, il exerce les responsabilités suivantes:
- Président de la Fédération Nationale des coopératives d’huilerie (1950)[28],[29]
- Président de la Coopérative des Agriculteurs producteurs d’olives et d’huiles d’olive de France (1954)[12]
- Membre du conseil d’administration du centre technique interprofessionnel des oléagineux métropolitains en qualite de representant des coopératives d’huilerie (1961)[30]
- Représentant de la coopérative agricole des Bouches-du-Rhône au sein du conseil supérieur de la coopération agricole (1950)[31]
- Membre du conseil d’administration de la FNCA[1]
- Membre du bureau de la Fédération Generale des Cadres de l’Agriculture et de l’Union régionale corporative agricole des Bouches-du-Rhône[1]

Il est l’auteur en 1942 d’un exposé historique distingué intitulé Le Syndicalisme agricole dans le département des Bouches-du-Rhône.

## Engagements Associatifs
En termes d’engagements associatifs, le comte François de Garidel-Thoron fut reçu au Jockey Club en mars 1910 en qualité de membre permanent à la suite du parrainage de ses oncles le marquis du Lau d’Allemans et le duc de Lorge.
Passionné par l’univers des équidés, François de Garidel-Thoron s’implique dans le monde hippique dans l'entre-deux-guerres. Il fut le créateur, premier Président et Président du Conseil d’Administration de la Société Anonyme des courses d'Aix-en-Provence a partir de 1925, ayant pour objet l'amélioration de la race chevaline. La société avait notamment pour but d’organiser sur l’hippodrome de la Parade à Aix-en-Provence plusieurs réunions hippiques chaque année pour lesquelles des prix furent constitués.
Par ailleurs, il présida l’Association des sociétés hippiques du midi regroupant 22 sociétés et représentera la Société Anonyme des courses d’Aix en Provence au sein du Congrès de la fédération nationale des sociétés de courses de France en mars 1939.
A l’instar de son grand-oncle le comte Léon de Garidel-Thoron, Président de l'Académie des sciences, agriculture, arts et belles-lettres d'Aix de 1848 à 1852, François de Garidel-Thoron s’investit auprès de l’Académie d’Aix où il devient associé régional à partir du 19 février 1934, puis titulaire le 12 mai 1936.

## Hommages
Dans une notice nécrologique parue dans la revue Coopération Agricole en janvier 1963, le monde agricole rend hommage au comte François de Garidel-Thoron pour ses « cinquante ans de dévouement à la cause agricole. L'énumération bien incomplète, d’ailleurs de ses nombreuses fonctions, est la plus magnifique preuve de reconnaissance des agriculteurs à ce militant, travailleur inlassable et d’un dévouement à toute épreuve ».

## Distinctions
Titulaire de la Croix de guerre 1914-1918, François de Garidel-Thoron est nommé chevalier de la Légion d'honneur par décret du 4 août 1936, pris sur le rapport du ministre de la défense nationale et de la guerre, en qualité de chef d'escadrons au centre de mobilisation de cavalerie n°15. Puis est promu au grade d'officier de la Légion d'honneur par décret du 23 janvier 1950, pris sur le rapport du ministre de l'agriculture, en qualité d'agriculteur, président de l'union des syndicats agricoles des Alpes et de Provence, président de l'union coopérative des producteurs de céréales des Alpes et de Provence, avec 51 ans de pratique agricole et de services militaires. Notons que François est le troisième légionnaire consécutif, après son père Joachim de Garidel-Thoron et grand-père Bruno Charles François de Garidel-Thoron. Ce fait conférait la noblesse de droit et transmissible à toute la descendance en vertu de l'article 2 de l'ordonnance du 8 octobre 1814 même s'il y eut peu de cas d'application.
François de Garidel-Thoron est fait chevalier du mérite agricole par décret du 20 mai 1949,  promu officier par décret du 3 février 1955 (promotion du 1er janvier 1955) puis fait commandeur par décret du 10 juillet 1962 (promotion du 14 juillet 1962).
Il reçoit la Médaille d’Honneur des assurances sociales - Médaille de Bronze du 4 août 1935 en tant que Secrétaire de la caisse primaire des assurances départementales des assurances sociales.

## Publication
- Le Syndicalisme agricole dans le département des Bouches-du-Rhône (1942)[32]